# Condado de DeKalb (Illinois)
El condado de DeKalb (en inglés: DeKalb County), fundado en 1836, es uno de 102 condados del estado estadounidense de Illinois. En el año 2000, el condado tenía una población de 88 969 habitantes y una densidad poblacional de 54 personas por km². La sede del condado es Sycamore. El condado recibe su nombre en honor a Johann DeKalb.

## Geografía
Según la Oficina del Censo, el condado tiene un área total de 1642 km² (634 mi²), de la cual 1639 km² (632,8 mi²) es tierra y 3 km² (1,158301158301 mi²) (0.13%) es agua.

### Condados adyacentes
- Condado de Boone (norte)
- Condado de McHenry (noreste)
- Condado de Kane (este)
- Condado de Kendall (sureste)
- Condado de LaSalle(sur)
- Condado de Lee (oeste)
- Condado de Ogle (oeste)
- Condado de Winnebago (noroeste)

## Demografía
Según la Oficina del Censo en 2000, los ingresos medios por hogar en el condado eran de $41 256, y los ingresos medios por familia eran $50 429. Los hombres tenían unos ingresos medios de $35 902 frente a los $23 998 para las mujeres. La renta per cápita para el condado era de $20 488 Alrededor del 8.20% de la población estaban por debajo del umbral de pobreza.

## Transporte

### Autopistas principales
- Interestatal 88
- US Route 30
- US Route 34
- Ruta de Illinois 23
- Ruta de Illinois 38
- Ruta de Illinois 64
- Ruta de Illinois 72

## Municipalidades

### Ciudades
- Cortland
- DeKalb
- Genoa
- Hinckley
- Kingston
- Kirkland
- Lee
- Malta
- Maple Park - Gran parte en el condado de Kane, Illinois
- Sandwich
- Shabbona
- Somonauk
- Sycamore
- Waterman

## Municipios
El condado de DeKalb está dividido en 9 municipios:
| - Afton - Clinton - Cortland - DeKalb - Franklin | - Genoa - Kingston - Malta - Mayfield - Milan | - Paw Paw - Pierce - Sandwich - Shabbona - Somonauk | - South Grove - Squaw Grove - Sycamore - Victor |